# 하늘 (프로게이머)
하늘(1994년 2월 1일 ~ )는 대한민국의 전직 스타크래프트 프로게이머이다. hssky이라는 아이디를 사용하며, 종족은 프로토스이다.
2009년 상반기 드래프트에서 화승 OZ의 추천선수로 입단하였다.

화승 OZ의 2군 소속 이었지만,
당시 모든 2군 프로게이머들 중에서는 가장 잘했다고해도 무방하다.
감독 추천으로 입단하여, 공식전도 많이 출전 하는 등 나이에비해 전형적인 엘리트 코스를 밟은 프로토스였지만,
공식전에서는 항상 부진한 모습을 보였다.
프로게이머 은퇴 후 2014년 1월 소닉스타리그에 참여하였다.
이후에는 소닉 스타리그에는 참여하지 않았고 아프리카 방송도 한번 그만두었지만, 얼마 가지않아 다시 방송을 시작하였고,
현재는 Sarin_Sky라는 아이디를 사용하며, 프로토스 강의 BJ로 많이 알려져 있었다.

사진은 다른사람

## 은퇴
- 11년 10월 화승 OZ의 해체로 은퇴하였다.

## 승부조작
2018년 3월 15일 경찰에 따르면 주 종족이 프로토스인 프로게이머 B(하늘) 씨는 지난해(2017년 11월 18일) 부산 벡스코에서 열린 지스타 스타크래프트 대회 8강전 C조에서 상대 프로게이머(염보성)에게 고의로 2:0 패배하는 대가로 A(브로커) 씨로부터 450만 원을 챙긴 혐의를 받고 있다.

## 플레이 스타일
기본은 뿌리부터 정석적인 정석파 이면서도, 어디로튈지 모르는 판단과 독보적인 센스를 발휘한다. 소규모 전투와 초반 운영, 셔틀리버 컨트롤에 강한 모습을 보이고 섬세한 컨트롤로 초반러쉬를 잘 막아내는게 특기이며, 그렇게 중후반까지는 흥미진진한 경기를 이끌어 가지만, 후반으로 갈수록 전체적인 멀티테스킹 능력과 대규모 전투에서의 병력 컨트롤 등의 부분에서는 상대적으로 약한 모습을 보인다.

## 공식전 전적
- 3승 12패

## 수상 경력
- 2012년 6차 소닉 스타리그 우승
- 2012년 12월 7차 소닉 스타리그 3위
- 2013년 3월 아이템베이 8차 소닉 스타리그 32강
- 2014년 1월 픽스 9차 소닉 스타리그 32강

## 애완동물
- 이름 : 하순

식육목 개과의 포유류이며 개(Dog)이다.
주인인 하늘 보다는 더 사람같이 생긴게 인상적이다.